# Estoy Aquí
«Estoy Aquí» (укр. «Я тут») — другий сингл колумбійської співачки Шакіри з альбому «Pies Descalzos», що вийшов у 1995 році на лейблах Sony Music і Columbia. Пісня посіла друге місце в чарті Billboard Hot Latin Tracks та перше в Latin Pop Songs. Найбільшої популярності сингл здобув у Бразилії, де він посідав декілька тижнів вершину чартів. Португальська версія пісні називається «Estou Aqui».

## Відеокліпи
Для пісні зняли два кліпи. Перший спродюсований Саймоном Брендом (Simon Brand) і вийшов у країнах Латинської Америки. У цьому відеокліпі показано Шакіру на фермі, де вона грає на гітарі і, сидячи на стільці, співає на вітру.
Друге відео спродюсоване Крістофо Гсталдером (Christophe Gstalder) і було випущене в Європі. У цьому кліпі співачка ходить по будинку та співає, інколи сідаючи на диван. У цій версії ролика використовується більше інструментів, ніж в оригінальній версії.

## Список пісень у офіційній версії
1. Альбомна версія — 3:55
2. Remastered версія — 4:01 (доступна в альбомі Colección De Oro і в деяких копіях синглу Whenever, Wherever)
3. Португальська версія (Estou Aqui) — 3:52
4. Англійська версія (I'm Here) — 3:50
5. Радіо версія — 4:48
6. Розширений ремікс — 9:30
7. Timbalero Dub — 6:06
8. The Love & House мікс
9. The Love and House Radio мікс — 5:25
10. The Love And Tears Mix — 5:06
11. Meme's розширений клубний мікс
12. Meme's Timbalero Dub

## Чарти
| Чарт (1996)                    | Найвища позиція |
| ------------------------------ | --------------- |
| US Latin Songs (Billboard)     | 2               |
| US Latin Pop Songs (Billboard) | 1               |